# 함부르크 중앙역
함부르크 중앙역(Hamburg Hauptbahnhof, 약칭 Hamburg Hbf)은 독일 함부르크의 주요 기차역이다. 1906년에 개장하여 4개의 개별 터미널역을 대체한 함부르크 중앙역은 현재 DB Station&Service AG에서 운영하고 있다. 하루 평균 550,000명의 승객이 탑승할 수 있는 이 역은 독일에서 가장 붐비는 기차역이며 파리 북역 다음으로 유럽에서 두 번째로 붐비는 기차역이다. 도이치반에 의해 카테고리 1 기차역으로 분류되어 있다.
이 역은 섬 플랫폼이 있는 관통역이자, 독일의 주요 교통 허브 중 하나이며, 장거리 인터시티 익스프레스 노선과 도시의 U-반 및 S-반 고속 교통 네트워크를 연결한다. 함부르크-미테구의 함부르크 중심부에 위치하고 있다. 반델할레 쇼핑 센터는 역 건물의 북쪽을 차지한다.

## 역사
오늘날의 중앙역이 문을 열기 전에, 함부르크는 도심 주변에 몇 개의 작은 역이 위치해 있었다. 함부르크와 베르게도르프 사이의 첫 번째 철도 노선은 1842년 5월 5일에 개통되었는데, 우연히도 ‘대화재’(der große Brand)가 역사적인 도심의 대부분을 망가뜨린 바로 그 날이었다. 역은 다음과 같다 (역 사이에는 불과 몇 백 미터 떨어져 있었다).
- 함부르크 베를린역(Berliner Bahnhof, 1846), 오늘날의 다이히토어할덴의 부지에, 엘베강의 우안에; 베를린행 노선의 종착역
- 함부르크 뤼베크역(Lübecker Bahnhof, 1865), 뤼벡행 노선의 종착역
- 클로스터토어역(Klosterthor Bahnhof, 1866), 함부르크-알토나 연결선의 동쪽 종점
- 펜로역(Venloer Bahnhof, 1872)은 1892년부터 엘베강을 가로지르는 선에서 ‘하노버셔역’이라고 명명되었다. (하르부르크에서 벤로어와 하노버로 가는 노선으로 나뉜다.)

역을 연결하는 임시 철도 노선은 부분적으로 광장과 거리에 지어졌다. 모든 노선에 대한 공통 스테이션을 건설하기로 결정되었을 때, 경쟁은 1900년에 마련되었다. 1902-1906년 사이에 지어진 함부르크 중앙역은 건축가 하인리히 라인하르트와 게오르크 쉬젠구트가 설계했으며, 루이 베루가 파리에서 열린 1889년 세계 박람회의 기계 갤러리를 모델로 제작했다. 독일 황제 빌헬름 2세는 첫 번째 계획안을 ‘그냥 끔찍’하다고 언급했지만, 두 번째로 제시된 계획안이 결국 채택되었다. 황제는 개인적으로 아르누보 스타일의 요소를 신르네상스로 변경하여 역에 요새화와 같은 성격을 부여했다. 역은 1906년 12월 4일에 방문자를 위해 문을 열었고, 첫 번째 열차는 그 다음날 도착했고, 예정된 열차는 1906년 12월 6일에 시작되었다.
1941년 11월 9일, 제2차 세계 대전 동안, 역은 연합군의 폭격으로 심하게 손상되었다. 수하물 검사소와 동쪽 매표소를 포함하여 여러 지역을 완전히 재건해야 했다. 시계탑 중 하나는 1943년에 파괴되었다.
1985년에서 1991년 사이에 역은 개조되었다.
2021년 함부르크시는 역의 확장과 주변 지역의 재개발을 설계하기 위한 경쟁을 발표했다.

## 시설
함부르크 중앙역은 길이 206m, 너비 135m, 높이 37m이다. 그것은 8,200㎡ 임대 가능 면적과 총 27,810 ㎡를 가지고 있다. 시계탑은 45m이고, 시계의 직경은 2.2m이다. 트랙 창고는 철과 유리로 구성되어 있으며, 본선 플랫폼과 두 개의 S-반 트랙에 걸쳐 있다. 플랫폼은 지층의 두 다리에서 도달하며, 트랙 창고의 양쪽 끝에 하나씩 있고, 북쪽 다리에서 계단과 리프트로, 남쪽 다리에서 에스컬레이터로 접근한다. 다른 두 개의 S-반 트랙과 지하철 트랙은 연결된 터널 시스템에 있다.
반델할레(Promenade Hall)는 영업시간이 연장된 작은 쇼핑센터이다. 이 건물은 빔 건설의 갱신 동안 1991년에 지어졌다. 그것은 북쪽 다리에 위치하며, 레스토랑, 꽃 가게, 키오스크, 약국, 서비스 센터 등을 포함한다. 위층에는 홀을 둘러싼 갤러리도 있다.
2008 이후, 이 지역에서 마약 딜러와 사용자를 분산시키기 위해 도이치반은 클래식 음악(예 : 비발디의 사계)을 연주하고 있다. 독일 신문 함부르커 아벤트블라트에 따르면 이것은 성공적이었다.
2009년부터 역 내 모든 화장실을 물 절약형 3.5 리터 화장실로 전환했다. 2012년에 그들은 배설물을 여과하고 숯과 미생물과 혼합하여 지하실에서 테라 프레타를 생산하기 시작했다. 유체가 청소되고, 영양소가 추출되며, 약품조차도 걸러 낼 수 있다.